# Death Crimson OX
Death Crimson OX är ett ljuspistolspel till Dreamcast. Spelet kan antingen spelas med den vanliga Dreamcast-kontrollen eller med en ljuspistol.